# فلاديمير ماسلاتشينكو
فلاديمير ماسلاتشينكو (بالروسية: Маслаченко, Владимир Никитович)‏ (5 مارس 1936 - 28 نوفمبر 2010)، لاعب كرة قدم سوفيتي سابق. لعب مع منتخب الاتحاد السوفييتي لكرة القدم.

## روابط خارجية
- فلاديمير ماسلاتشينكو على موقع الاتحاد الدولي (مؤرشف)  (الإنجليزية)
- فلاديمير ماسلاتشينكو على موقع قاعدة بيانات كرة القدم.إي يو (الإنجليزية)
- فلاديمير ماسلاتشينكو على موقع ناشيونال فوتبول تيمز (الإنجليزية)
- فلاديمير ماسلاتشينكو على موقع عالم كرة القدم.نت (الإنجليزية)